# Кипарисовая сосна
Кипарисовая сосна, или белый кипарис, или белая кипарисовая сосна (лат. Callitris columellaris) — вид рода Каллитрис (Callitris) семейства Кипарисовые (Cupressaceae).

## Ботаническое описание
Вечнозелёное хвойное дерево высотой 4—12 м (редко до 20 м) со стволом диаметром до 50 см. Хвоя чешуйчатая, расположена в пазушных мутовках на очень тонких побегах, длиной 2—6 мм и шириной 0,5 мм.
Шишки шаровидные, 1—2 см в диаметре, имеют шесть треугольных чешуек, которые, созревая, раскрываются и выпускают созревшие семена.

## Распространение и среда обитания
Произрастает в Австралии. Однако ареал данного вида распространён также и на другие страны. Например, он был интродуцирован в США (на Гавайях и в южной части штата Флорида).

## Галерея
|                                                                     |  |  |  |
| Слева направо: ствол, хвоя, несозревшие зелёные шишки, зрелые шишки |  |  |  |